# Isla Santa María, Mexiko
Isla Santa María är en ö i Mexiko. Den ligger i bukten Bahía Santa María och tillhör kommunen Ahome i delstaten Sinaloa, i den västra delen av landet.